# Nyikita Dmitrijevics Slejher
Nyikita Dmitrijevics Slejher (oroszul: Никита Дмитриевич Шлейхер; Sztavropol, 1998. június 10. –) orosz műugró.

## Élete
2012-ben, az ausztriai Grazban rendezett ifjúsági műugró-Európa-bajnokság egyéni toronyugrásának döntőjében aranyérmes lett, majd ugyanebben az évben, az Adelaide-i ifjúsági világbajnokságon is indult, ahol toronyban az 5., 3 méteren pedig a 7. helyen végzett. A következő két Eb-vel gyarapította junior-érmeinek számát, hiszen a 2013-as Poznańin egy ezüstöt (3 méteres műugrás) és egy bronzot (egyéni toronyugrás) szerzett, míg a 2014-es bergamóin 10 méteren az ezüstérmet söpörhetett be.
Berlinben, a 2014-es úszó-Európa-bajnokságon az 5. helyen végzett a férfi 10 méteres toronyugrás fináléjában.
2015-ben 17 esztendős volt, amikor részt vett Bakuban az első Európa-játékokon, ahol 1 méteren aranyérmes lett, az egyéni toronyugrás fináléjában pedig – 31,7 ponttal lemaradva a brit Matty Lee mögött – a második helyen zárt.
A 2015-ös kazanyi úszó-világbajnokságon a műugrás vegyes 10 méteres szinkronugrásának döntőjében – Julija Tyimosinyinával – az 5., ugyanakkor a férfi 10 méteres toronyugrás versenyszámában a 7. helyen zárt. 482,70 pontos teljesítményével csak a hetedik helyet szereztem meg, de ezzel mégis sikerült kvótát szereznie a 2016-os riói nyári olimpiai játékokra.
A 2016-os riói kvalifikációs világkupán toronyban csak a 10. helyet sikerült megszereznie. A londoni úszó-Eb-n viszont már háromszor állhatott a dobogó harmadik fokára, a vegyes 3 méteres és a vegyes 10 méteres szinkronugrás után, majd a férfi 10 méteres toronyugrás után még egyszer. 18 évesen ott volt élete első olimpiáján Rio de Janeiróban, ahol férfi egyéniben a 17. helyet sikerült kivívnia, míg a férfi szinkron torony fináléjában a 7. lett.
2017 augusztusában, 19 évesen – mint a Volgamenti Állami Testnevelési, Sporttudományi és Idegenforgalmi Egyetem hallgatója – részt vett a 29. nyári universiadén, ahonnan két éremmel térhetett haza: a szinkron toronyugrásban – Izmajlovval – az első helyen végzett – az orosz egyetemi csapat első aranyérmét szerezve meg ezzel –, míg a vegyespárosok 10 méteres szinkronjában ezüstérmes lett.
A 2018-as Európa-bajnokságon tizedikként végzett az 1 méteres műugrás fináléjában, míg toronyugrásban – Alekszandr Bondar mögött – másodikként ezüstérmes lett. Ugyanitt Julija Tyimosinyinával az első helyen zárt a toronyugrók vegyes szinkronugrásának mezőnyében, a 3 méteres vegyes szinkronugrás fináléjában – Nagyezsda Bazsinával párban – azonban csak a hatodik helyen sikerült végeznie.

## Eredmények
| Sportesemény                          | Versenyszámok | Versenyszámok | Versenyszámok | Versenyszámok | Versenyszámok |
| Sportesemény                          | 1 m           | 3 m           | 3 m szinkron  | 10 m torony   | 10 m szinkron |
| ------------------------------------- | ------------- | ------------- | ------------- | ------------- | ------------- |
| 2012-es rostocki Grand Prix           | –             | –             | –             | 16.           | 6.*           |
| 2012-es montreali Grand Prix          | –             | –             | –             | 15.           | –             |
| 2012-es junior Eb, Graz               | –             | –             | –             |               | –             |
| 2012-es junior vb, Adelaide           | –             | 7.            | –             | 5.            | –             |
|                                       |               |               |               |               |               |
| 2013-as junior Eb, Poznań             | –             |               | –             |               | –             |
|                                       |               |               |               |               |               |
| 2014-es junior Eb, Bergamo            | –             | 13.           | –             |               | –             |
| 2014-es úszó-Eb, Berlin               | –             | –             | –             | 5.            | –             |
| 2014-es junior vb, Penza              | –             | –             | –             | 7.            | –             |
|                                       |               |               |               |               |               |
| 2015. évi Európa-játékok, Baku        |               | –             | –             |               | –             |
| 2015-ös úszó-vb, Kazany               | –             | –             | –             | 7.            | –             |
|                                       |               |               |               |               |               |
| 2016-os világkupa, Rio de Janeiro     | –             | –             | –             | 10.           | –             |
| 2016-os úszó-Eb, London               | 6.            | –             | –             |               | –             |
| 2016-os nyári olimpia, Rio de Janeiro | –             | –             | –             | 17.           | 7.**          |
|                                       |               |               |               |               |               |
| 2017-es universiade, Tajpej           | 10.           | 20.           | –             | 7.            | ***           |
|                                       |               |               |               |               |               |
| 2018-as úszó-Eb, Glasgow/Edinburgh    | 10.           | –             | –             |               | –             |

_____
* Igor Mjalin
** Viktor Minyibajev
*** Roman Izmajlov
Csapatversenyeken
| Sportesemény                                     | Partnere                                        | Eredmény | Megjegyzés           |
| ------------------------------------------------ | ----------------------------------------------- | -------- | -------------------- |
| 2014-es junior műugró-Európa-bajnokság, Bergamo  | Jelena Csernyih Makszim Lebegyev Ilja Molcsanov | 6.       |                      |
| 2015-ös bolzanói műugró-Grand Prix-verseny       | Uljana Potapjeva                                | 4.       | vegyes 3 m szinkron  |
| 2015-ös úszó-világbajnokság, Kazany              | Julija Tyimosinyina                             | 5.       | vegyes 10 m szinkron |
| 2016-os úszó-Európa-bajnokság, London            | Nagyezsda Bazsina                               |          | vegyes 3 m szinkron  |
| 2016-os úszó-Európa-bajnokság, London            | Julija Tyimosinyina                             |          | vegyes 10 m szinkron |
| 2017. évi nyári universiade, Tajpej              | Julija Tyimosinyina                             |          | vegyes 10 m szinkron |
| 2018-as úszó-Európa-bajnokság, Glasgow/Edinburgh | Nagyezsda Bazsina                               | 6.       | vegyes 3 m szinkron  |
| 2018-as úszó-Európa-bajnokság, Glasgow/Edinburgh | Julija Tyimosinyina                             |          | vegyes 10 m szinkron |